# Joachim Björklund
Joachim Björklund (* 15. März 1971 in Växjö) ist ein ehemaliger schwedischer Fußballspieler.

## Werdegang

### Debüt
Björklund spielte in der Jugend bei Östers IF. 1990 wechselte er zu Brann Bergen in die norwegische Tippeligaen. Schnell erkämpfte er sich hier einen Stammplatz und debütierte 1991 in der schwedischen Nationalmannschaft. Ein Jahr später gehörte er zum schwedischen Kader bei den Olympischen Spielen in Barcelona und der Europameisterschaft im eigenen Land, bei der er in allen vier Partien auf dem Platz stand.

### Erfolgreiche Jahre beim IFK Göteborg
Nach drei Jahren in Norwegen ging er 1993 zurück nach Schweden zu IFK Göteborg. Mit dem Klub gewann er 1993 bis 1995 drei Mal in Folge den schwedischen Meistertitel.
Bei der Weltmeisterschaft 1994 gehörte er zum Stammpersonal und kam in allen schwedischen Spielen zum Einsatz. Er erreichte mit der Nationalmannschaft das Halbfinale gegen Brasilien. Durch die 0:1-Niederlage verpasste man das Endspiel, konnte sich aber nach einem deutlichen 4:0-Erfolg gegen Bulgarien über die Bronzemedaille freuen.
In der Champions-League-Saison 94/95 konnte Björklund mit seiner Mannschaft überraschen, als FC Barcelona und Manchester United geschlagen werden konnten und der Gruppensieg gelang. Obwohl der Klub anschließend am FC Bayern München aufgrund der Auswärtstorregel scheiterte, hatten Spieler wie Björklund außerhalb Schwedens Interesse geweckt.

### Ins Ausland
Im Sommer 1995 wechselte Björklund zum italienischen Verein Vicenza Calcio, der in der Serie B spielte. Am Ende der Spielzeit, in der er 33 Saisonspiele bestritt, gelang der dritte Platz und damit der Aufstieg in die Serie A.
Jedoch verließ Björklund den Verein nach nur einer Spielzeit und ging nach Schottland zu den Glasgow Rangers. In seiner ersten Spielzeit gewann er mit dem Verein die schottische Meisterschaft. Nach einem zweiten Platz im folgenden Jahr und dem Sieg im Scottish League Cup beendete er sein Engagement in Schottland.

### Zurück in Südeuropa
Björklund heuerte 1998 beim FC Valencia in der Primera División an. Nach 19 Jahren ohne Titel wurde in der Spielzeit 1998/99 wieder die Copa del Rey gewonnen. Atlético Madrid wurde im Finale mit 3:0 deutlich besiegt. 2000 und 2001 stand der Verein zwar jeweils im Finale der UEFA Champions League, Björklund stand jedoch nicht auf dem Rasen.
Nachdem die schwedische Nationalelf die Qualifikation für die EM 96 und die WM 98 verpasst hatte, gelang mit der Teilnahme an der EURO 2000 die Rückkehr zu einem großen Turnier. Wie bei den letzten Turnieren gehörte Björklund wieder zum Stamm der Mannschaft. Allerdings schied Schweden nach nur einem Punktgewinn gegen die Türkei als Gruppenletzter vorzeitig aus. Sein letztes von 78 Länderspielen bestritt Björklund am 11. Oktober 2000 gegen die Slowakei.
2001 verließ Björklund Spanien und kehrte nach Italien zurück. Eine Spielzeit stand er beim AC Venedig unter Vertrag. Allerdings war das Engagement nicht von Erfolg geprägt, der frisch aufgestiegene Klub wurde nur Tabellenletzter.

### Auf die Insel
2002 unterschrieb Björklund beim AFC Sunderland. Allerdings verpasste er auch hier mit nur 19 Punkten den Klassenerhalt in der Premier League. Dies ist das schlechteste Ergebnis der Vereinsgeschichte. In der folgenden Spielzeit gelang in der First Division der dritte Platz und der Klub erreichte das Halbfinale des FA Cups, wo sich der FC Millwall im Old Trafford mit 1:0 durchsetzen konnte. Trainer Mick McCarthy sortierte ihn am Ende der Saison aus und Björklund wechselte zu den Wolverhampton Wanderers, die in die Football League Championship abgestiegen waren. Hier kam er nur am Anfang der Saison zu einigen Einsätzen und erklärte nach Saisonende seinen Rücktritt.

### Trainertätigkeiten
Nach Beendigung seiner aktiven Karriere wurde er von seinem ehemaligen Klub FC Valencia als Talentscout für den skandinavischen Raum engagiert. Später war er als Assistent von Stefan Billborn tätig. Gemeinsam holten sie mit Hammarby IF im Pokalwettbewerb 2020/21 den Titel, wegen Misserfolgen in der Meisterschaft mussten sie jedoch kurze Zeit später gehen. Nachdem sie beim norwegischen Klub Sarpsborg 08 FF zusammengearbeitet hatten, folgte Björklund im Juni 2024 Billborn als Trainerassistent zu Björklunds ehemaliger Spielstation IFK Göteborg.

## Erfolge
- Weltmeisterschaftsdritter: 1994
- Schwedischer Meister: 1993, 1994, 1995
- Schottischer Meister: 1996/97
- Scottish-League-Cup-Sieger: 1996/97
- Copa-del-Rey-Sieger: 1998/99